# Rosnoën
Rosnoën település Franciaországban, Finistère megyében. Lakosainak száma 993 fő (2022. január 1.). Rosnoën Le Faou és Pont-de-Buis-lès-Quimerch községekkel határos.

## Népesség
A település népessége az elmúlt években az alábbi módon változott:
| Lakosok száma | 812  | 692  | 802  | 943  | 940  | 948  | 955  | 959  | 960  | 993  |
|               | 1968 | 1982 | 1990 | 2006 | 2013 | 2015 | 2017 | 2019 | 2020 | 2022 |